# 帕库阿拉曼
帕库阿拉曼 (羅馬化：Kadipatèn Pakualaman) 是一个日惹苏丹国下辖的小型世袭公国。统治者是帕库阿拉曼亲王。
帕库阿拉曼公国创建于1812年，作为纳塔库苏马（后来的帕库阿拉曼一世）帮助英国人平息1812年6月日惹冲突的奖励。它与梭羅苏丹国领土上的曼昆勒加兰（Mangkunegaran）公国互相辉映。 
帕库阿拉曼公国曾经创建了一支军团，包括100名骑兵（后来改为50名骑兵和50名步兵）。但这支军团从未扩充到像曼昆勒加兰军团那样庞大。帕库阿拉曼军团于1892年解散。
鉴于帕库阿拉曼八世为印度尼西亚独立运动作出的功绩，印度尼西亚通过了一项法律，赋予帕库阿拉曼亲王世袭日惹特区副总督职位的特权。日惹苏丹也被赋予了世袭日惹特区总督职位的特权。

## 帕库阿拉曼亲王列表
- 帕库阿拉曼一世，1812年－1829年
- 帕库阿拉曼二世，1829年－1858年
- 帕库阿拉曼三世，1858年－1864年
- 帕库阿拉曼四世，1864年－1878年
- 帕库阿拉曼五世，1878年－1900年
- 帕库阿拉曼六世，1901年－1902年
- 帕库阿拉曼七世，1903年－1938年
- 帕库阿拉曼八世，1938年－1999年
- 帕库阿拉曼九世，1999年－2015年
- 帕库阿拉曼十世，2016年至今